# La Forêt-du-Temple
La Forêt-du-Temple este o comună în departamentul Creuse din centrul Franței. În 2009 avea o populație de 148 de locuitori.

## Evoluția populației
| An        | 1975 | 1982 | 1990 | 1999 | 2006 | 2009 |
| --------- | ---- | ---- | ---- | ---- | ---- | ---- |
| Populație | 264  | 190  | 163  | 151  | 156  | 148  |